# Bandžov
Bandžov (cyr. Банџов) – wieś w Czarnogórze, w gminie Rožaje. W 2011 roku liczyła 127 mieszkańców.